# Johann Theodor Roscher

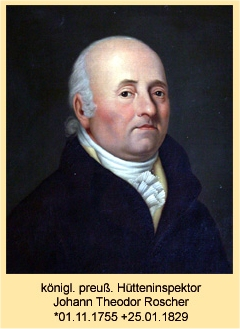
Mit Genehmigung der Familie Roscher

Johann Theodor Roscher (* 1. November 1755 in Mildenau; † 3. November 1829 in Döhlen) war ein kurfürstlich-sächsischer, später königlich-preußischer Hütteninspektor an der Spiegelglashütte Friedrichsthal. Im Jahr 1783 wurde Roscher zum Inspektor der Spiegelfabrik bestellt. Durch seine Bemühungen konnte die Hütte in Bezug auf die Rohmaterialien vom Ausland unabhängig gemacht werden, indem einheimische Materialien bevorzugt verwendet wurden, die ebenso gut jedoch weitaus kostengünstiger waren. So wurde für die Schmelzgefäße und Öfen Ton verwendet und anstelle der teuren Pottasche auf Glaubersalz umgestellt. Er wurde 1813 im Zuge des Befreiungskrieges gemeinsam mit den Glasmachern von russischen Truppen gefangen genommen. Die Truppen setzten das Polier- und Schleifwerk in Brand und führten die Gefangenen in ihr Quartier. 1819 wurde Roscher eine jährliche Rente zugestanden, die Georg Hartwig Gerke an ihn zu zahlen hatte.

## Familie
Roscher war mit Johanna Sophie (geborene Uhle; † 1821) verheiratet. Viele seiner Söhne waren ebenfalls in Bergbau und Hüttenwesen beschäftigt:
- Adolf Theodor Roscher war Gründer und Besitzer der Glasfabrik Döhlen.
- Clemens August Carl Roscher studierte an der Bergakademie Freiberg.
- Friedrich Christian Gotthilf Roscher (* 11. Juni 1791; † 29. Oktober 1859), war ein Chemiker und Industrieller,[2] studierte an der Bergakademie Freiberg und war von 1821 bis 1841[3] Hütteninspektor am Blaufarbenwerk Modum[4] und Besitzer und Direktor der Snarum Kobalt Werke in Norwegen.
- Gustav Traugott Roscher war Besitzer des Oppeschen Blaufarbenwerks in Saalfeld/Saale, Thüringen und von 1841 bis 1852 Hütteninspektor am Modumer Blaufarbenwerk.[3]

Sein Enkel Adolf Friedrich Roscher war der Besitzer des einst größten Nickelwerkes der Welt, dem Ringerike Nikkelwerk in Buskerud / Norwegen.
Sein Urenkel Hjalmar Wilhelm Adolf Roscher war bis 1909 Direktor der Silberwerke in Kongsberg in Norwegen.